# Police Academy (film)
Pour les articles homonymes, voir Police Academy (homonymie).
Série Police Academy
Police Academy 2 : Au boulot !
(1985)
Pour plus de détails, voir Fiche technique et Distribution.
Police Academy est un film américain réalisé par Hugh Wilson, sorti en 1984. Il s'agit du premier volet de la série des Police Academy.

## Synopsis
Sous l'impulsion du maire, une académie de police New-Yorkaise ouvre ses portes à tout citoyen qui veut s'y inscrire, sans examen d'entrée préalable. Le jeune et turbulent Carey Mahoney s'y voit envoyé sous la contrainte et fera tout pour s'en faire virer. Il y rencontre une galerie d'individus tous aussi loufoques les uns que les autres.

## Fiche technique
- Titre : Police Academy
- Réalisation : Hugh Wilson
- Scénario : Hugh Wilson, Neal Israel et Pat Proft
- Musique : Robert Folk
- Photographie : Michael D. Margulies
- Montage : Robert Brown (de) & Zach Staenberg
- Production : Paul Maslansky
- Sociétés de production : Warner Bros. & The Ladd Company
- Société de distribution : Warner Bros.
- Pays :  États-Unis
- Langue : Anglais
- Format : Couleur - Mono - 35 mm - 1.85:1
- Genre : Comédie policière
- Durée : 96 min
- Date de sortie[1] :
  -  États-Unis : 23 mars 1984
  -  France : 5 septembre 1984
- Affiche : Jouineau Bourduge (France)

## Distribution
- Steve Guttenberg (VF : Hervé Bellon) : Cadet Carey Mahoney
- Kim Cattrall (VF : Micky Sébastian) : Cadet Karen Thompson
- G. W. Bailey (VF : Marc de Georgi) : Lieutenant Thaddeus Harris
- Bubba Smith (VF : Tola Koukoui) : Cadet Moses Hightower
- Donovan Scott (VF : Marc François) : Cadet Leslie Barbara
- George Gaynes (VF : Georges Aminel) : Commandant Eric Lassard
- Andrew Rubin (VF : Michel Papineschi) : Cadet George Martín
- David Graf (VF : Lambert Wilson) : Cadet Eugene Tackleberry
- Leslie Easterbrook (VF : Françoise Dorner) : Sergent Debbie Callahan
- Michael Winslow (VF : Emmanuel Gomès Dekset) : Cadet Larvell Jones
- Bruce Mahler (VF : Jean-Pierre Leroux) : Cadet Douglas Fackler
- Marion Ramsey (VF : Maïk Darah) : Cadet Laverne Hooks
- Debralee Scott (VF : Élisabeth Wiener) : Mrs. Fackler
- Ted Ross (VF : Robert Liensol) : Capitaine Reed
- Scott Thomson (VF : François Leccia) : Cadet Chad Copeland
- Brant von Hoffman (VF : Richard Darbois) : Cadet Kyle Blankes
- George R. Robertson (VF : Roland Ménard) : Commissaire Henry J. Hurst
- Georgina Spelvin : La prostituée
- John Hawkes : Le conducteur du camion Teskey
- Doug Lennox (VF : Alain Dorval) : Le voyou évadé de prison

## Autour du film
- Ce film a lancé la carrière de bon nombre d'acteurs tels que Steve Guttenberg, Kim Cattrall ou encore Michael Winslow et ses incroyables imitations d'effets sonores.
- Hugh Wilson fait une apparition dans le film, il est le conducteur qui vient gronder Hightower après que celui-ci lui soit rentré dedans avec une voiture.
- Le film donnera suite à une saga longue de sept opus. Seuls David Graf, Michael Winslow et George Gaynes traverseront les six autres suites.

## 40 ans du film
- Il a fêté son anniversaire le 23 mars 2024[2].